# Colpa delle stelle
(Augustus Waters)
Colpa delle stelle (The Fault in Our Stars) è il quarto romanzo scritto dall'autore John Green e pubblicato nel gennaio 2012 a Milano. Da esso è tratto l'omonimo film del 2014.

## Trama
Hazel Grace, una sedicenne timida e intelligente, con uno spiccato senso dell’umorismo, ma alle prese con la malattia terminale, incontra Augustus Waters, un bel ragazzo suo coetaneo, reduce da un cancro che gli è costato l’amputazione della gamba. Hazel non ha molti amici ed è appassionata di romanzi. In particolare, Hazel è stata folgorata dalla lettura di Un’imperiale afflizione, primo ed unico romanzo dello scrittore olandese Peter Van Houten. Il romanzo parla di Anna, una ragazza anticonformista che, come Hazel, soffre di leucemia. Il romanzo, tuttavia, ha un difetto: non ha un finale! 
I due si innamorano, ma non volendogli causare il dolore del lutto (sono una granata, dice ai suoi genitori), Hazel respinge le sue avances. Augustus scrive una lettera all’editore di Peter Van Houten e, nonostante lo scrittore olandese non risponda mai ai suoi fan, sorprendentemente la legge e li invita ad andarlo a trovare nella sua casa, ad Amsterdam. Grazie a una fondazione che si propone di esaudire un ultimo desiderio ai bambini con il cancro, Hazel e Augustus partono alla volta del vecchio continente. Van Houten ha prenotato per loro all’Oranjee, un pittoresco ristorante di Amsterdam con vista sul canale. Peter Van Houten si rivelerà un uomo sovrappeso, sciatto e alcolizzato che li accoglie con estrema volgarità ed arroganza; tantoché, la perpetua, indignata, decide di dare le dimissioni ed accompagna i suoi ospiti nella casa-museo di Anna Frank. Al museo, Hazel e Augustus si danno il primo bacio e di ritorno in albergo fanno l’amore. 
Al ritorno negli States, Hazel scopre che il cancro di Augustus si è ripresentato. Augustus chiede a Hazel e Isac, il suo migliore amico che ha perso la vista a causa del cancro, di pronunciare il suo elogio funebre a una sorta di pre-funerale fittizio. Dopo la morte di Augustus, al funerale c’è anche Peter Van Houten, che si vuole scusare con Hazel per averla trattata male. Hazel scopre che Van Houten aveva una figlia malata di leucemia, proprio come Hazel ed Anna, la protagonista del romanzo. Con il suo romanzo, lo scrittore olandese aveva solo voluto reinventare un’adolescenza la bambina che aveva perduto ventidue anni prima. Quando Van Houten ha incontrato Hazel ad Amsterdam, che per l’occasione si era vestita come Anna, il personaggio del romanzo, gli era sembrato di riconoscere in lei la donna che sua figlia avrebbe potuto essere se non fosse morta. Isac, il miglior amico di Augustus, informa Hazel che Augustus stava lavorando alla fine di Un’imperiale afflizione. Dopo infinite ricerche, Hazel scopre che Augustus aveva inviato tre pagine a Van Houten, ma non si tratta del finale del libro. È l’elogio funebre che Augustus ha scritto per Hazel e che non potrà mai pronunciare. Nell’elogio, Augustus sostiene che tutti noi vogliamo lasciare un segno su questa terra, per paura di essere dimenticati, ma è un comportamento egoistico, perché tutti i tentativi di lasciare un segno – dai colpi di stato che diventeranno dittature ai nuovi negozi che finiranno col deturpare il paesaggio – si rivelano delle cicatrici. Egli stesso, seducendo Hazel Grace, ha lasciato un segno su di lei, o una cicatrice, considerato il dolore del lutto. Tutti tranne Hazel che non ha mai lasciato un segno, ma ha altruisticamente cercato di evitare di arrecare dolore alle persone che, amandola, avrebbero potuto soffrire a causa sua.

## Genesi del titolo
Per il titolo del romanzo Green si è ispirato al primo atto, scena 2, del Giulio Cesare di Shakespeare, in cui Cassio dice a Bruto: "La colpa, caro Bruto, non è delle nostre stelle, ma nostra, se siamo dei subalterni". L'edizione norvegese porta invece il titolo Faen ta skjebnen (ovvero "Fanculo destino"). "Senza dubbio un titolo migliore di Colpa delle stelle" ha commentato simpaticamente Green al New Yorker. "È proprio da amare la Norvegia, che ti permette di mettere 'fanculo' sulla copertina di un libro per ragazzi!".

## Adattamenti cinematografici
Nel febbraio 2012 20th Century Fox ha comprato i diritti di produzione del libro, e nello stesso mese Josh Boone è stato annunciato come regista del film. Hazel Grace Lancaster è interpretata da Shailene Woodley e Augustus Waters da Ansel Elgort. La produzione del film è cominciata il 20 agosto 2013 a Pittsburgh, mentre dall'11 ottobre al 17 ottobre dello stesso anno si sono svolte le riprese ad Amsterdam. Il film è uscito nelle sale americane il 6 giugno 2014, e il 4 settembre successivo in quelle italiane.
Nel 2020, Mukesh Chhabra, al suo debutto alla regia, dirige Dil Bechara, una commedia romantica prodotta da Fox Star Studios e basata sul romanzo di John Green Colpa delle stelle.

## Audiolibro
- John Green, Colpa delle stelle, letto da Elena Ferrantini, Mondadori Libri S.p.A., 18/04/2018.